# Миша Димитријевић (глумац)
Михаило Миша Димитријевић (Шабац, 26. октобар 1854 — Загреб, 4/17. јануар 1909) био је српски позоришни глумац и драмски писац.

## Биографија
Рођен је у Шапцу 1854. године од оца Косте и мајке Драгиње. Као младић учио је молерски занат, али се касније придружио једној путујућој уметничкој дружини.
Први пут је ступио на сцену 1870. године у трупи Стевана Велића, а затим је био члан уметничких дружина Михаила Димића, Лазе Поповића, Гавре Милорадовића и Ђуре Протића (1873). У септембру 1873. у Убу учествовао је у извођењу представе „Мара Србијанка“. Био је члан Народног позоришта у Београду 1880—85 и 1887—92, Српског народног позоришта у Новом Саду 1885—87, а од 1892. је био у Хрватском казалишту у Загребу, где је остао до смрти. Радио је и као педагог у Хрватској драматској школи у Загребу 1898, где је предавао глуму, маску, шминкање и костимирање.
Миша Димитријевић је један од првих српских реалистичких глумаца. Миша Димитријевић је претежно играо карактерне и комичне ликове, углавном из руских драма и дела класичног репертоара. Написао је позоришне комаде: Кобни спомен, Јадац, Домаћи пријатељ, Љубав их измирила, Образ пред светом и заједно са А. Фијаном У добар час.
Његова супруга била је глумица Мила Димитријевић рођ. Јовановић (1877-1972).